# Castillo de Bubierca
El castillo de Bubierca era una fortaleza musulmana situada en la localidad aragonesa de Bubierca, Zaragoza, España. 

## Historia
El castillo aparece en el Cantar de Mio Cid, en estos versos:
Otro dia movios mio Çid el de Bivar
e passo a Alfama, la Foz ayuso va,
passo a Bovierca e a Teca que es adelant
e sobre Alcoçer mio Çid iva posar
en un otero redondo fuerte e grand;
açerca corre Salon, agua nol puedent vedar.

Mio Çid don Rodrigo Alcoçer cueda ganar.
Tras la reconquista definitiva para el reino de Aragón sobre el año 1120 por Alfonso I fue entregado en encomienda a la Militia Christi y fue conquistado por los castellanos durante la guerra de los Dos Pedros.

## Descripción
Apenas quedan restos del castillo, ya que sobre su ubicación se encuentra en la actualidad la Ermita de Nuestra Señora de la Esperanza de la localidad, pues cuando perdió su importancia militar fue transformado. Se puede apreciar la planta que tenía en lo alto de la localidad, vigilando el meandro que describe el río Jalón. También quedan restos de los muros construidos en mampostería. El arranque de la actual torre de la Ermita de Nuestra Señora de la Esperanza podría corresponder a la torre del castillo.